# Telephanus acrolophus
Telephanus acrolophus es una especie de coleóptero de la familia Silvanidae. Descrito en 1984 por Oldfield Thomas.

## Distribución geográfica
Habita en Jamaica.